# Brasão de Monte Azul
O Brasão de Monte Azul é um dos símbolos oficiais do município brasileiro supracitado, localizado no interior do estado de Minas Gerais. Representa sua origem portuguesa, mostrando ainda o perfil da Serra do Espinhaço, que corta a cidade.